# KAPSZLI
A KAPSZLI a Károli Gáspár Református Egyetem pszichológia szakos hallgatóinak 2004-ben alakult önkéntes köre, amely pszichológiával kapcsolatos rendezvények szervezésével foglalkozik.
A KAPSZLI céljai között szerepel a pszichológia szélesebb körben való megismertetése, valamint a pszichológia peremterületeinek bemutatása. Rendezvényeik lehetőséget nyújtanak arra, hogy a pszichológia legismertebb személyiségei mellett a pályakezdő pszichológusok és pszichológus hallgatók is megmutathassák tudásukat előkelő szakmai keretek között. A KAPSZLI tagjai fontosnak tartják, hogy hallgatótársaiknak segítséget nyújtsanak a pszichológusi képzés rendszerének megismerésében. A KAPSZLI minden rendezvénye ingyenes.
A KAPSZLI egy olyan nonprofit szervezet, amelynek tagjai végzik el az összes szervezői feladatot, amik rendkívül sokrétűek lehetnek: a rendezvények témájának kitalálása, előadók keresése és kapcsolattartás, a rendezvények eszközeinek beszerzése, a hirdetések megfogalmazása, plakátok készítése, szponzorok keresése. A nagyobb rendezvények lebonyolításában a szervezet tagjai mellett önkéntes segítők is részt vesznek.

## Rendezvények

### Pszichológiai NapokArchiválva2016. október 26-idátummal aWayback Machine-ben
Minden év tavaszán megrendezésre kerül a KAPSZLI háromnapos, meghatározott téma köré épülő konferenciája. A rendezvény során párhuzamosan zajlanak előadások és műhelyek. A látogatók az előadásokon széles körű ismeretekre tehetnek szert az évről évre változó témában, míg a workshopok résztvevői különböző pszichológiai módszereket próbálhatnak ki, sajátélményben részesülhetnek. A Pazichológiai Napok fő témáját évről évre a KAPSZLI tagjai határozzák meg annak tükrében, hogy a téma egyszerre szólítson meg lehetőleg a legtöbb laikust és szakmabelit. A 2016 után a KAPSZLI átnevezte a konferenciát "KAPSZLI Szakmai Napokról" "KAPSZLI Pszichológiai Napokra".

#### A Pszichológiai Napok korábbi címei és témái
|      | Cím                      | Téma |
| ---- | ------------------------ | --- |
| 2007 | Kapu                     | transzperszonális pszichológia                                                                                   |
| 2008 | Kapu 2.                  | transzperszonális pszichológia témái ismét                                                                       |
| 2009 | Szextett és Párkapcsolat | párkapcsolat |
| 2010 | Polihisztéria            | művészetek |
| 2011 | Bűntudatban]             | bűn, megbocsátás                                                                                                 |
| 2012 | Családunk titkai         | család |
| 2013 | 36 fokos lázban          | test |
| 2014 | Lelkünk (sz)árnyai       | kórképek és terápiák                                                                                             |
| 2015 | Századnyitási pánik      | 21. század |
| 2016 | Ki dönt a döntéseinkről? | sorsszerűség, transzgenerációs örökségek                                                                         |
| 2017 | Társas Játékaink         | kapcsolatok |
| 2018 | Zárt Ajtók Mögött        | fizikai elzártság, a lelki elkülönülés, a pszichés zavarok, a titkok, a különböző pszichológiai tabuk kérdésköre |
| 2019 | Sikersztori              | siker |
| 2020 | Lélek-Művész             | művészetek |

### Lelkimorzsa
A 2013 őszén indult Lelkimorzsa elnevezésű előadássorozat keretén belül havi rendszerességgel ismerkedhetnek meg egy-egy adott témával a pszichológia iránt érdeklődők. A Lelkimorzsa egy-egy estét előadássorozat, amelyre a meghívott előadó saját, szabadon választott témájában ad elő, ezzel is lehetővé téve a legfrissebb kutatások, publikációk és érdekességek bemutatását a nagyérdeműnek.

#### A Lelkimorzsa eddigi előadói
| Év   | Előadó                                                     | Cím                                                                                      |
| ---- | ---------------------------------------------------------- | ---------------------------------------------------------------------------------------- |
| 2016 | Dr. Almási Kitti                                           | Bátran élni – Félelmeink és gátlásaink leküzdése                                         |
|      | Orosz Györgyi                                              | Tegyél a közöny ellen!                                                                   |
|      | Velez Csaba                                                | Kiégés: Valóban ez a sorsunk?                                                            |
|      | Dés Fanni                                                  | -                                                                                        |
|      | Kozma-Vízkeleti Dániel 2. előadás                          | Ha szeretsz, találd ki!                                                                  |
|      | Dr. Kádár Annamária 2. előadása                            | Útmutató kényes nevelési helyzetekhez                                                    |
| 2017 | Orvos-Tóth Noémi                                           | Kötődési sebek és párkapcsolatok                                                         |
|      | Kovács László, Méder Áron, Szabó Norbert, Dr. Lénárt Ágota | Tűréshatáron innen és túl - Kerekasztalbeszélgetés                                       |
|      | Kozma-Vízkeleti Dániel 3. előadása                         | Önbecsülésünk és kapcsolataink – itthon és idegenben                                     |
|      | Dr. Harsányi Szabolcs Gergő                                | Szociálpszichológiai jelenségek a South Parkban                                          |
| 2018 | Szy Katalin                                                | Szerelem, Te gonosz!                                                                     |
|      | Szabó Beáta                                                | Gyermekkori trauma lenyomata - A történet c. film elemzése (Premier Kultcafé : filmklub) |
|      | Baráth Noémi Emőke és Tóth Andrea                          | A bullyingtól a bűnözésig: a bántalmazás és agresszió fogságában                         |
|      | Kővágó Pál                                                 | Tarantino pszichológiája-Kutyaszorítóban, Premier Klutcafé & KAPSZLI Filmklub            |
|      | Prof. Dr. Bagdy Emőke                                      | Az életvezetés, mint "műalkotás"                                                         |
|      | Pogány Judit, moderátor: Koch Boglárka                     | Pogány Judit ezer arca és ami mögötte van                                                |
|      | Steven Pinker                                              | könyvbemutató ( Alexandra kiadó, ELTE PPK együttműködésében)                             |
| 2019 | Zacher Gábor, Hevesi Kriszta, moderátor: Koch Boglárka     | Fesztiválok - tévhitek és valóság                                                        |
|      | Prof. Dr. Bagdy Emőke                                      | Önismeret, önkép, utak önmagunkhoz                                                       |
|      | Dr. Szabó Gergely Sándor                                   | A boldogság kulcsa- avagy pozitív pszichológia a gyakorlatban                            |
|      | Dr. Kádár Annamária                                        | Egy marék varázslat                                                                      |
| 2020 | Kovács Orsolya                                             | Párkapcsolat és határok: domnancia harc vagy békésen izgalmas együttélés                 |

## A KAPSZLI jelenlegi tagjai
- Borszéki Viktória
- Brassnyó Judit
- Fábián Bernát Brúnó
- Fekete Csenge
- Haraszti Flóra
- Hattinger Lili
- Kiss Orsolya (elnök)
- Kovács Orsolya
- Kövi Aliz
- Németh Petra (elnök)
- Pásti Anna
- Qayum Laura
- Sipos Áron
- Süli Fanni
- Szabó Vanda
- Sziegl Eszter
- Szombati Bence
- Varga Kata
- Vincze Anna

## Az egyesület szerveződése
A KAPSZLI a Károli Gáspár Református Egyetem pszichológia szakos hallgatóiból alakult még 2004-ben, lévén egyetemista önképző kör - azóta többször átalakult. 2007 és 2012 között – Szebeni Gabi és Szirtes Lili vezetése alatt – egy viszonylag tartós csapat alkotta az önképző kör magvát. Ezen időszak alatt kialakultak a szervezet céljai, hagyományai, szokásai, rituáléi – kiforrt egyfajta identitás. Ezt a korszakot fémjelzik a Szextett és Párkapcsolat (2009), a Polihisztéria (művészetpszichológiai konferencia – 2010), a Bűntudatban (2011) és a Családunk titkai (2012) c. nívós, rendszerint háromnapos rendezvényeink, melyek rendszerint több száz - olykor ezres nagyságrendű - látogatót vonzottak.
2012-ben Andó Gergelyt választották meg a KAPSZLI elnökének, kinek elnöksége alatt került sor a" 36 fokos lázban" elnevezésű KAPSZLI Pszichológiai Napokra,melyen több mint ezer ember megfordult. 2013 júniusától Gáspár Mariann vált a KAPSZLI elnökévé, az új csapattal ezalatt az idő alatt hozták létre LelkiMorzsa nevezetű új előadássorozatukat, mely eddig 11 előadást élt meg és csaknem mindegyik telt házzal zajlott le. 2016-ban a Kováts Sebestyén elnöksége alatt megszervezett konferencia címe Sorsmintáink volt.
2017-ben a csapat Radó Hannát választotta elnökévé, kiadta Képzéskatalógusát, valamint hivatalos szervezetté alakult. Kapszli Pszichológiai Napok azévi címe Társas Játékaink, majd 2018-ban "Zárt ajtók mögött" volt, ami az eddigi legnagyobb látogatottságot érte el. 2019-ben Bazán László elnöksége alatt "Sikersztori" néven futott a háromnapos konferencia és az évad egy új programmal, a Premier Kultcaféval együttműködve, 3 filmklubbal bővült. Az évet az Alexandra kiadó és az ELTE PPK együttműködésében Steven Pinker, harvadi professzor könyvbemutatója zárta.

## A KAPSZLI volt tagjai<nem teljes>
- Andó Gergely
- Bakos Bence
- Bakos Noémi
- Barna Bianka
- Bazán László (elnök)
- Benedek Andrea
- Danesch Ágnes
- Dengyel Kinga
- Derda Eszter
- Durucz Péter
- Farkas Martin
- Fazekas Dóra
- Fogarassy Levente
- Franczia Nóra
- Gáspár Mariann
- Gergely Viktória
- Gergely-Kosza Petra
- Gyarmati Zsuzsa
- Gyurgyák Anna
- Halasi Eszter
- Hodován Zsófia
- Iványuk Áron
- Jakócs Fruzsina
- Juhász Bianka
- Kiss Máté
- Kiss Richárd
- Koch Boglárka Lilla
- Korényi Zsófia
- Kovács Kitti
- Kováts Sebestyén
- Mészár Zsófia
- Mezei Bálint
- Módra György
- Németh Adrienne
- Parti Benedek
- Paskuc Orsolya Nóra
- Pásztor Klaudia
- Rakovszky Márton
- Radó Hanna (elnök)
- Rőmer Glória
- Schliesshahn Anna
- Sterczer Anna
- Szebeni Gabriella
- Szirtes Lili
- Takács Enikő
- Tóth Ágnes
- Vados Anna
- Vakli Zsófia
- Varga Panna
- Zákányi Zsófi
- Zimán Roland

## Hasonló szerveződések
- Pszinapszis
- Pszieszta
- Illyés Sándor Emléknapok